# Sphagnum trollii
Sphagnum trollii là một loài rêu trong họ Sphagnaceae. Loài này được H.A. Crum mô tả khoa học đầu tiên năm 2002.